# ユルゲン・ロカディア
ユルゲン・ロカディア（Jürgen Locadia, 1993年11月7日 - ）は、オランダ・ドレンテ州エメン出身のサッカー選手。SDアモレビエタ所属。ポジションはFW。

## 経歴
2001年からFCエメンのユースチームでプレーし、2010年にPSVアイントホーフェンのユースチームに移籍した。2012年9月30日、VVVフェンロー戦でルシアーノ・ナルシンとの交代途中出場でリーグ戦デビューを果たした。この試合で初得点を含むハットトリックを記録した。
2018年1月19日、ブライトン & ホーヴ・アルビオンと2022年までの契約を結んだ。移籍金はクラブ史上最高額、契約条項は非公開となっている。
2019年8月29日、TSG1899ホッフェンハイムに1シーズンのレンタル移籍。
2020年2月3日、MLSのFCシンシナティに5か月と買い取りオプション付きでレンタル移籍した。
2022年1月6日、VfLボーフムに2022年6月30日までの契約でフリー移籍で加入することが発表された。
2022年8月12日、ペルセポリスFCに1年契約で移籍した。
2023年4月10日、滄州雄獅足球倶楽部に移籍した。
2024年3月4日、2023-24シーズン終了時までの短期契約でSDアモレビエタに加入した。

## 代表歴
オランダ代表としてU-19代表でプレーした。

## 個人成績

### クラブでの成績
| クラブ成績 | クラブ成績 | クラブ成績       | リーグ | リーグ | カップ | カップ | 国際大会   | 国際大会   | 通算 | 通算 |
| シーズン   | クラブ     | リーグ           | 出場   | 得点   | 出場   | 得点   | 出場       | 得点       | 出場 | 得点 |
| オランダ   | オランダ   | オランダ         | リーグ | リーグ | KNVB杯 | KNVB杯 | ヨーロッパ | ヨーロッパ | 通算 | 通算 |
| ---------- | ---------- | ---------------- | ------ | ------ | ------ | ------ | ---------- | ---------- | ---- | ---- |
| 2011–12    | PSV        | エールディヴィジ | 0      | 0      | 2      | 1      | 0          | 0          | 2    | 1    |
| 2012–13    | PSV        | エールディヴィジ | 15     | 6      | 5      | 5      | 2          | 0          | 22   | 11   |
| 2013–14    | PSV        | エールディヴィジ | 31     | 13     | 2      | 3      | 8          | 1          | 41   | 17   |
| 2014–15    | PSV        | エールディヴィジ | 23     | 6      | 3      | 2      | 10         | 1          | 36   | 9    |
| 2015–16    | PSV        | エールディヴィジ | 29     | 8      | 4      | 3      | 8          | 1          | 41   | 12   |
| 2016–17    | PSV        | エールディヴィジ | 14     | 3      | 0      | 0      | 0          | 0          | 14   | 3    |
| 2017–18    | PSV        | エールディヴィジ | 15     | 9      | 1      | 0      | 2          | 0          | 18   | 9    |
| 通算       | オランダ   | オランダ         | 127    | 45     | 17     | 14     | 30         | 3          | 174  | 62   |
| 総通算     | 総通算     | 総通算           | 127    | 45     | 17     | 14     | 30         | 3          | 174  | 62   |

## タイトル
クラブ
PSVアイントホーフェン
- エールディヴィジ 2014-15, 2015-16
- KNVBカップ 2011-12
- ヨハン・クライフ・シャール 2012, 2015, 2016